# Llanfair Dyffryn Clwyd
Llanfair Dyffryn Clwyd è un centro abitato del Galles, situato nella contea del Denbighshire.